# Friedrich von Ilberg

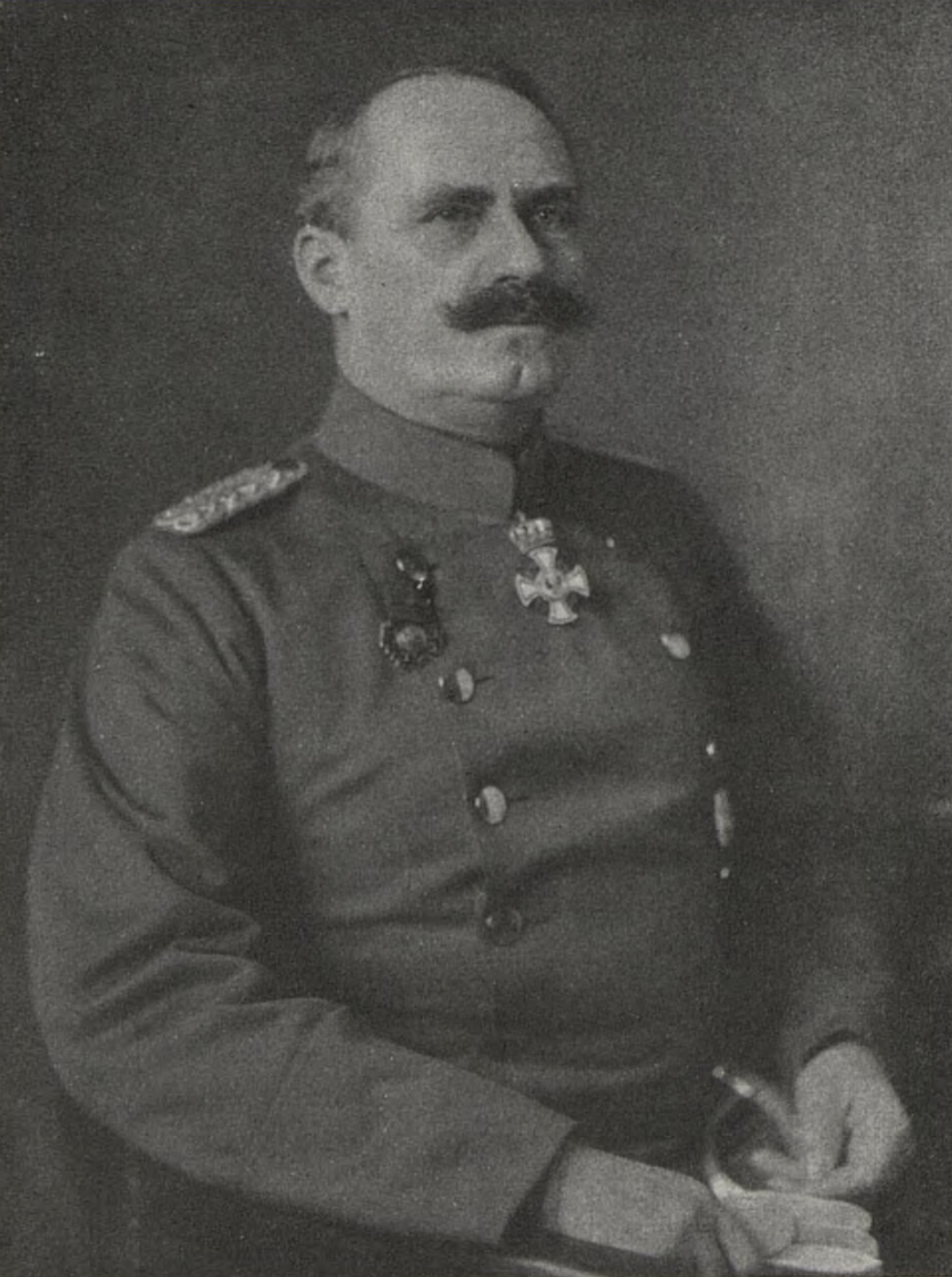
Friedrich von Ilberg (ca. 1916)

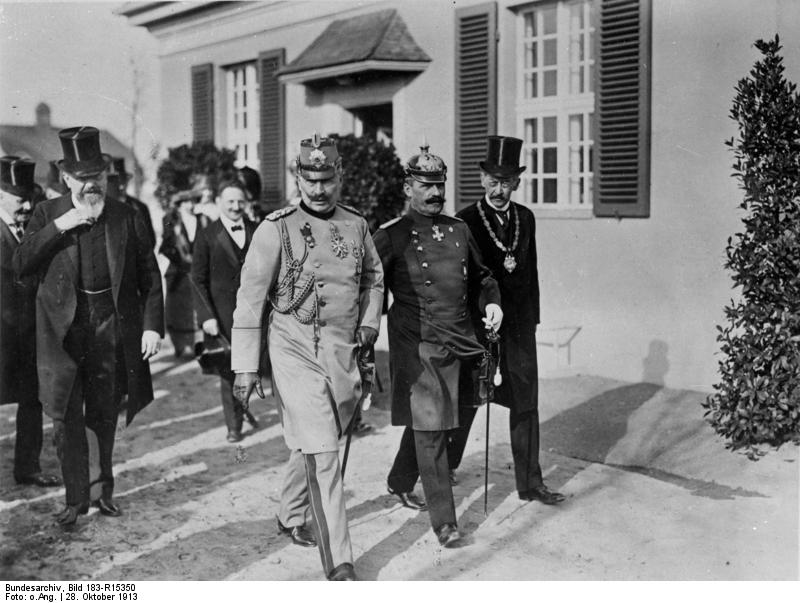
Einweihung des Kaiser-Wilhelm-Instituts in Dahlem. Von rechts: v. Harnack, v. Ilberg, Wilhelm II., Neuberg, August von Trott zu Solz (1913)

Friedrich Wilhelm Karl Ilberg, seit 1908 von Ilberg, (* 10. August 1858 in Crossen an der Oder; † 8. Juli 1916 im Gutsbezirk Heerstraße, Kreis Teltow) war ein preußischer Generalarzt, der Kaiser Wilhelm II. als Leibarzt diente.

## Leben
Ilberg studierte Medizin an der Kaiser-Wilhelms-Akademie für das militärärztliche Bildungswesen in Berlin. Am 14. Dezember 1878 wurde er im Pépinière-Corps Suevo-Borussia aktiv. Am 26. November 1907 wurde er Corpsschleifenträger der Saxonia (KWA).
In der Preußischen Armee stieg er zum General- und Korpsarzt des Gardekorps auf. Er war etatmäßiges Mitglied des Wissenschaftlichen Senats der Kaiser-Wilhelms-Akademie. Ilberg diente Kaiser Wilhelm II. als Erster Leibarzt und wurde einer seiner engeren Vertrauten. Wilhelm II. erhob Ilberg am 27. Januar 1908 in Berlin (Wappen von 1908) in den erblichen preußischen Adelsstand.
Friedrich von Ilberg starb 1916 mit fast 58 Jahren in seinem Haus in der Lyckallee 24 im Gutsbezirk Heerstraße an Folgen des Ersten Weltkriegs. Beigesetzt wurde er auf dem Kaiser-Wilhelm-Gedächtnis-Friedhof in Charlottenburg (heutiger Berliner Ortsteil Westend). Das Grab ist nicht erhalten.
Er hinterließ seine aus Magdeburg stammende Frau Margarete Emilia Johanne, geborene Liebau, die er 1893 geheiratet hatte.